# Набіглість

Набіглість на кристалах антимоніту.

Набіглість (рос. побежалость,англ. tarnish, нім. Anlauf m, Anlaufen n, Anlauffilm m) – гра кольорів, мінливість мінералів. Кольорова плівка на поверхні мінералу. Спостерігається також на поверхнях металів. Різновид окси-плівки.
Кольори мінливості виникають через інтерференції білого світла в тонких плівках на відбивній поверхні, при цьому в міру зростання товщини плівки послідовно виникають умови гасіння променів з тієї чи іншою довжиною хвилі. Спочатку з білого світла віднімається фіолетово-синій колір (λ ~ 400 нм), і ми спостерігаємо додатковий колір - жовтий. Далі, у міру зростання товщини плівки, і, відповідно, збільшення довжини хвиль, що «гаснуть», з безперервного сонячного спектра віднімається зелений колір, і ми спостерігаємо червоне, і т. д.